# Naar Kærligheden dør
Naar Kærligheden dør er en dansk stum melodramafilm fra 1912 produceret af Nordisk Films Kompagni efter manuskript af Harriet Bloch. Filmens instruktør er ukendt. 
Filmens hovedroller i trekantsdramaet spilles af Else Frölich, Thorkild Roose og Poul Reumert.
Filmen havde dansk premiere den 1. juli 1912 i Panoptikon Teatret i København og blev i tysktalende lande distribueret som Der Mann ohne Gewissen, i engelsktalende lande som When Love Dies og i i fransktalende lande som Quant L'amour meurt. 

## Handling
Overretssagfører Tangs hustru, Anne-Lise, lader sig forlede af violinisten og sydlændingen Cesare Marzati og flytter fra mand og barn til Paris for at være sammen med Marzati. Marzarti taber dog hurtigt interessen for Anne-Lise og forlader hende. Hun får engagement på et teater i Paris og opnår succes. Overretssagsfører Tang er på visit i Paris og ser Anne-Lise på en café. Tang forlader caféen, og Anne-Lise følger efter for at bede om tilgivelse, men Tang afviser hende, hvorefter Anne-Lise begår selvmord.

## Medvirkende
- Thorkild Roose som Overretssagfører Tang
- Poul Reumert som Kapelmester Cesare Marzati, violinist
- Else Frölich som Anne-Lise, Tangs hustru
- Christian Schrøder
- Carl Lauritzen
- Ella Sprange
- Otto Lagoni
- Agnes Andersen
- Lauritz Olsen
- Lily Frederiksen som Barnet